# 安野村 (新潟県)
安野村（あんのむら）は、かつて新潟県北蒲原郡にあった村。

## 沿革
- 1889年（明治22年）4月1日 - 町村制施行に伴い北蒲原郡下条村、山口村、山口村新田が合併し、安野村が発足。村役場は旧山口村に設置[2]。
- 1901年（明治34年）11月1日 - 北蒲原郡水原町と合併し、水原町を新設して消滅。